# لبين الماء
لُبَّين الماء أو سمولس (الاسم العلمي Samolus)، جنس نباتات عشبية برية منقعية من الفصيلة الربيعية.